# Jack Bravman
Jack Bravman (* 15. Februar 1926 in Asbestos, Québec) ist ein kanadischer ehemaliger Filmproduzent, Filmregisseur, Drehbuchautor und Schauspieler. Unter den Pseudonymen Looney Bear, Eric George, Wizard Glick, Phillipe Le Claire, Seaman Losch/Seamon Louche, J. Angel Martine, Allen Morse oder Jack Rabbit trat er auch als Produzent und Regisseur für Erotik- und Pornofilme in Erscheinung.

## Leben
Geboren im kanadischen Asbestos, heute Val-des-Sources, wuchs Bravman in den 1940er Jahren in einem jüdischen Viertel in der Bronx bei seinen Adoptiveltern auf. Er besuchte die Taft High School in der Bronx. Sein Interesse für das Filmgeschäft entwickelte er durch den Kontakt zu einem seiner Cousins, der als Filmvorführer in einem Autokino in Bangor, Maine, arbeitete. Darüber hinaus sah Bravman eine Reihe von Filmen in verschiedenen Kinos am Times Square in Manhattan, New York City, sowie im Museum of Modern Art. Nach seiner Schulzeit arbeitete er auf einer Rennstrecke in Yonkers. Später bekam er einen Job als Botenjunge für die Druckerei eines Onkels in der Varick Street in SoHo.
Es folgte ein Job als Bote in der Fotoabteilung des Look Magazins, wo er den späteren Filmschaffenden Ed Adlum (* 1944) kennenlernte. Ersten beruflichen Kontakt mit dem Film bekam er durch seinen Job bei der Firma Photosonic, die Filme und Werbespots produzierte und bearbeitete. Dort lernte er laut eigenen Angaben alles über das Filmemachen. Nachdem die Firma geschlossen worden war, nahm er einen Beruf bei MGM an, wo er Erfahrungen im Vertrieb von Filmen sammelte.

## Karriere
Bravman entschloss sich Mitte der 1960er Jahre, selbst als Filmschaffender selbstständig zu machen. Gemeinsam mit Adlum produzierte er den Film Blonde on a Bum Trip, der 1968 erschien. Er war als Regisseur und Produzent in den 1960er Jahren an mehreren Schwarz-Weiß-Softcore-Sexfilmen beteiligt. Anfang der 1970er Jahre folgte der Übergang zu expliziteren Hardcore-Filmen, die er überwiegend unter den Pseudonymen Wizard Glick oder Looney Bear vertrieb. 1980er war er fast ausschließlich als J. Angel Martine tätig und produzierte Erotikfilme mit X-Rating. Mitte bis Ende der 1980er Jahre drehte er unter seinem bürgerlichen Namen einige Low-Budget-Horrorfilmen wie Zombie Nightmare. Das letzte Mal führte er 1992 in Centerfolds from Hell die Regie.

## Filmografie

### Produktion
- 1968: Sex Family Robinson
- 1968: The King
- 1968: Blonde on a Bum Trip
- 1969: Meet the Sex
- 1969: The Ballers
- 1969: Everything for Everybody
- 1969: Moonlighting Secretaries
- 1969: The Closer to the Bone the Sweeter the Meat
- 1969: Roommates Sociable
- 1969: More Head
- 1969: Crack-Up
- 1969: All Night Rider
- 1970: Take My Head
- 1970: Lovers by Appointment
- 1970: Janie
- 1971: Vice Versa!
- 1971: The Slaughter
- 1973: Flip Chicks
- 1973: All in the Sex Family
- 1975: Big Snuff (El Ángel de la muerte/The Slaughter)
- 1975: The Wetter the Better
- 1976: French Schoolgirls
- 1976: The Honeymooners
- 1976: The Night of the Spanish Fly
- 1977: French Classmates
- 1977: French-Teen
- 1978: High School Bunnies
- 1978: Swedish Sorority Girls
- 1978: Here Comes the Bride
- 1979: Hot Child in the City
- 1979: Summertime Blue
- 1980: Honey Throat
- 1981: Velvet High
- 1981: Wild Innocents
- 1981: Dallas Schoolgirls
- 1982: Blue Jeans
- 1983: Privatschule zur Sexerziehung frühreifer Töchter (Private Schoolgirls)
- 1983: Flash Pants
- 1983: Daddy’s Little Girls
- 1984: Tongue ’n Cheek
- 1984: First Time at Cherry High
- 1985: Lady Madonna
- 1985: Girl Busters
- 1985: Eatin’ Alive
- 1985: Bimbo
- 1985: A Passage thru Pamela
- 1986: Sexstyles of the Rich and Famous
- 1986: Miami Vice Girls
- 1987: Zombie Nightmare
- 1987: The Honey Drippers
- 1987: Mind Benders
- 1988: The Carpenter
- 1991: Voodoo Dolls

### Regie
- 1968: The King
- 1969: Meet the Sex
- 1969: The Ballers
- 1969: Everything for Everybody
- 1969: The Filth Shop
- 1969: Moonlighting Secretaries
- 1969: Roommates Sociable
- 1969: More Head
- 1970: Lovers by Appointment
- 1970: Janie
- 1973: All in the Sex Family
- 1974: The Blowhard
- 1975: The Wetter the Better
- 1976: The Honeymooners
- 1977: French-Teen
- 1983: Privatschule zur Sexerziehung frühreifer Töchter (Private Schoolgirls)
- 1984: Tongue ’n Cheek
- 1985: Lady Madonna
- 1985: Girl Busters
- 1985: Eatin’ Alive
- 1985: Bimbo
- 1986: Sexstyles of the Rich and Famous
- 1986: Miami Vice Girls
- 1987: Zombie Nightmare
- 1987: The Honey Drippers
- 1990: Night of the Dribbler
- 1992: Centerfolds from Hell

### Drehbuch
- 1968: Blonde on a Bum Trip
- 1969: Everything for Everybody
- 1970: Lovers by Appointment
- 1973: All in the Sex Family

### Schauspiel
- 1968: The King
- 1969: The Filth Shop
- 1971: The Slaughter
- 1981: Velvet High